# 国鉄DT20形台車

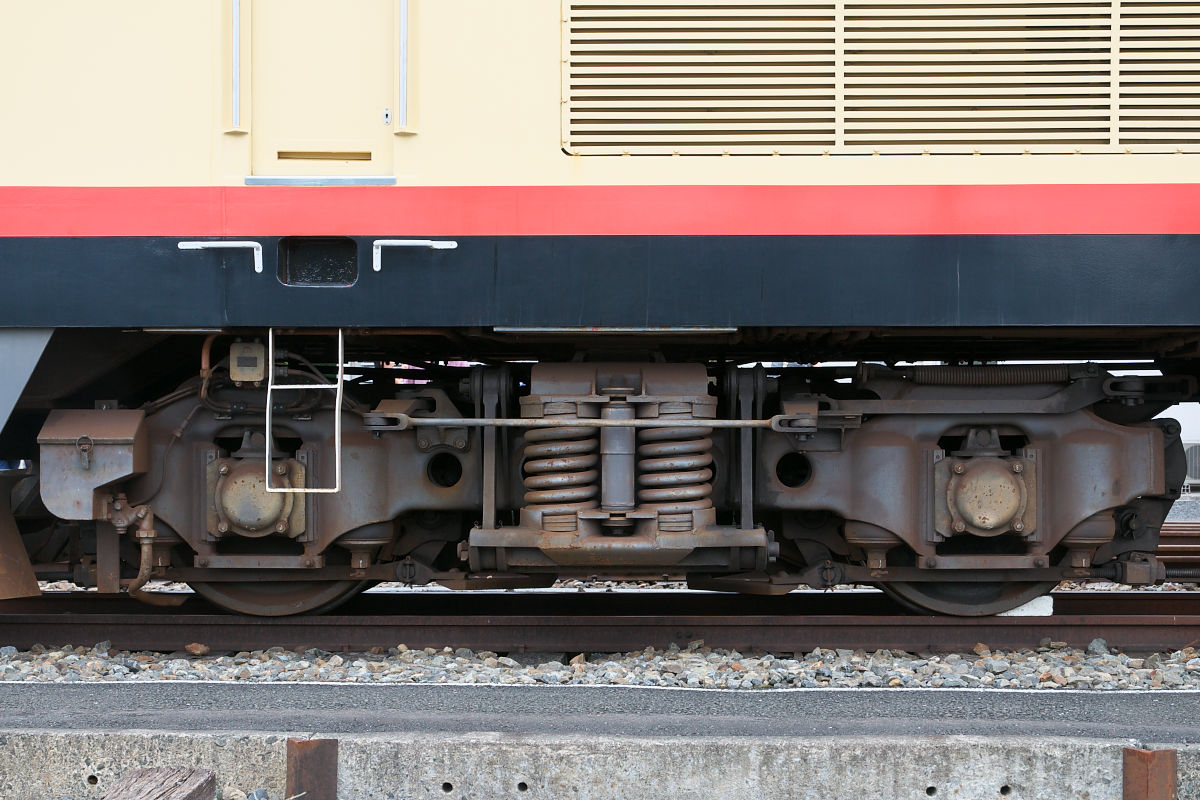
写真は改良型のDT20A。西武鉄道E31形電気機関車に転用時に砂箱が追加された。

国鉄DT20形台車（こくてつDT20がただいしゃ）は、日本国有鉄道が開発した鉄道車両用台車の一形式である。

## 概説
吊り掛け駆動方式に対応する、国鉄最後の制式電車用台車として1953年に設計され、1954（昭和29）年度予算で製造された80系200番台車から採用された。

### 構造
軸箱上部に天秤状の釣り合い梁を設け、その両端から下方にコイルばねをそれぞれ置いて軸ばねとする、上天秤式と呼ばれる軸箱支持機構を採用する。
これは当時住友金属工業が自社製台車に採用し、ゲルリッツ（Görlitz）式と称していた軸箱支持機構（下記参照）の亜種である。同時期に開発されていたキハ44000形電気式気動車用のDT18が汽車製造の開発した下天秤式軸箱支持機構を採用したのと合わせ、当時の国鉄が、台車メーカー各社で開発が進んでいた最新の軸箱支持機構のエッセンスを取捨選択の上で導入したものであった。
本形式においては、軸ばねは側枠上部から吊り下げられた鋼棒と、ばねの下端部に設けた支持座で防振ゴムを介して結合され、ナットで締め付けている。これは通常の軸ばね式台車と比較して複雑な構造であるが、検査などの際にはこれらの固定用ボルトを外すことで容易に車輪抜きが可能であった。
また、ボルスター部はDT17の設計を踏襲し、2列のコイルばねと衝動減衰を目的とするオイルダンパで構成される枕ばね部を持つ、スウィングリンク式の揺れ枕機構を備える。
本形式はその計画・設計段階では、車体シリンダー式の古いブレーキ機構を備える、旧形国電と俗称される旧式の電車で汎用されることを目的としたものである。このため、上揺れ枕の上面には中央の心皿の左右に設けられた側受（サイドベアラー）が、通常の位置だけではなく、より内側の初期鋼製車に対応する位置にも取り付け可能となっていた。
側枠はDT18で初採用された、大型の鋼板プレス成型部品を最中のように2枚貼り合わせて溶接組み立てした軽量モノコック構造で、各部に肉抜き穴も設けられていた。これにより、DT17の一体鋳鋼製台車枠と比較して大幅な軽量化を実現した。
もっとも、MT15やMT40といった大きく重い吊り掛け式電動機を装架するため軸距は2,450 mmと大きくとってあった。また、先行したDT19で側枠と横梁を溶接し端梁を省略することで更なる軽量化が可能であることが判明していたにもかかわらず、本形式では端梁は残されている。
ブレーキは車体シリンダー式で、両抱き式のブレーキワークを構成する。
これは先行するDT17の設計を踏襲したもので、主電動機や心皿・側受などとの干渉を避けて、揺れ枕の更に外側に連動用ロッドが通してあった。このロッドと連結される連動テコは側枠上部の各軸箱と揺れ枕の間の空間に大きく突き出しており、特徴的な外観が形成された。

### 仕様
- 形式 - 2軸動力台車
- 車体支持機構 - 揺れ枕吊り式・3点支持
- 枕ばね - コイルばね・オイルダンパ付き
- 台車枠 - 鋼板プレス
- 軸ばね - コイルばね＋防振ゴム
- 軸箱支持装置 - 上天秤式
- 軸距 - 2,450 mm
- 車輪径 - 910 mm

## 派生形式
いわゆる旧形国電最末期に設計されたため、国鉄としての派生形式として実現をみたのは1種のみであるが、実際には付随車用の派生形式も設計されていた。また、日本車輌製造が本形式と軸箱などの基本構造が共通の台車を、幾つかの私鉄に納入している。
国鉄向け
- 電車用
  - DT20A：本形式の1956（昭和31）年度以降の生産分で側枠の設計を改良し、軸ばね下端の防振ゴムを厚くしたもの。外観上、側枠端部の穴が無いことで判別できる。
  - 仮称TR51：本形式と共通の構造で車輪径を縮小し、主電動機支持架などの電装品関連部材を省略したモデル。設計自体は完了していたが、電化の進展に伴う電車の大量増備にあたり、各メーカーの製造能力を勘案して付随台車を一体鋳鋼側枠を備えるTR48で統一し、電動台車をプレス材溶接構造の本形式で統一することとなったため、実際には製造されずに終わった。

私鉄向け
- 日本車輌製造
  - NA4・NA4P・NA4D：京王2700系電車・長野電鉄2000系電車など、吊り掛け駆動とカルダン駆動の別を問わず、1950年代中盤から後半にかけて東京支店で製作された車両に採用。ただしDT20と比較して枕ばね回りの設計が変更され、ブレーキが台車シリンダー化されたため、その外観は大きく異なる。
  - ND4・ND4B・ND4D：北陸鉄道サハ1000・モハ3200・クハ1000・モハ3010・モハ3300・モハ3500形に採用。東京支店が設計したNA4系に対応する本店製台車。
  - ND101：中空軸平行カルダン駆動方式を採用する名古屋鉄道5000系で試用。本店設計。試用後は吊り掛け駆動方式対応に改造の上でND6に改称、京福電鉄福井支社へ納入されてホデハ251形ホデハ254[5]に装着された。この台車は1991年（平成3年）の同車廃車までそのまま使用された。型番がND4から大きく飛躍しているが、これは本店の台車形式を区分するにあたり、軌間によらずカルダン駆動方式各種を採用する台車全般について100番台を付与した[6]ことによる。
  - ND102：広島電鉄1060形電車に採用。本店設計。

## 採用された車両
※流用品・他事業者からの中古品を使用する車両を含む。
- 国鉄 - モハ80形（200・300番台）・モハ70形（300番台）・モハ72形・クモヤ90形・クモヤ441形
- 西武鉄道 - E31形（国鉄での廃車発生品のDT20Aに砂箱を追加）

## 日本における「ゲルリッツ式台車」

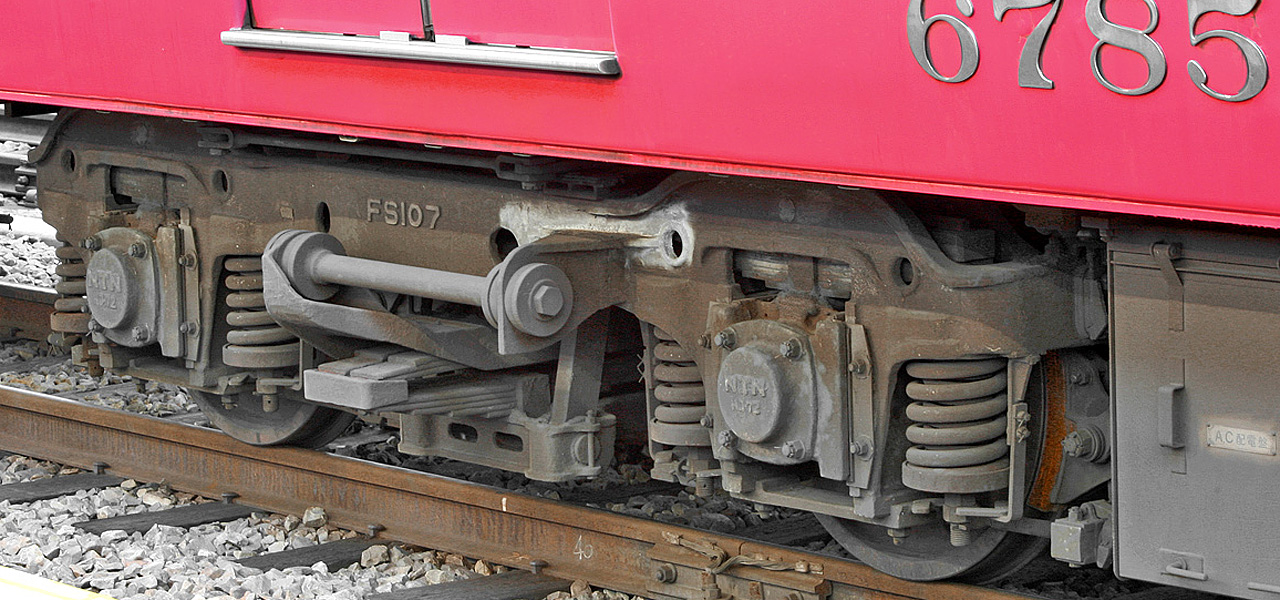
【参考】
上天秤に重ね板ばねを用いた
住友金属工業FS107形台車
（名鉄モ6785）

ゲルリッツ式は本来、ドイツのWUMAG（Waggon- und Maschinenbau AG Görlitz：ゲルリッツ客車機械製造所）が1923年（大正12年）に開発したゲルリッツI形台車に由来する。この台車は、2本のコイルばねと重ね板ばねを連結して門形のばね機構を構成する軸箱支持機構部と、長大な重ね板ばねを側枠から2段リンクで吊り下げ、中央部で揺れ枕を支持する枕ばね支持機構部で構成されるのを特徴とする。詳細は鉄道車両の台車史#ドイツ参照。日本ではオハ35系客車での試験も行なわれた。
これに対し、その軸箱支持機構だけを抽出して採用したのが住友の台車である。これも日本ではゲルリッツ式台車または住友式ゲルリッツなどと呼ばれるが、もう一方の重要な構成要素を欠くため、厳密にはゲルリッツ式台車とは呼べない。なお、この軸箱支持機構は既に19世紀末には王立バイエルン邦有鉄道などで客車用台車に採用されており、当時のドイツでは一般的な機構の一つであった他、蒸気機関車の炭水車用台車に採用する例がドイツのみならずアメリカ・日本など各国で見られた。